# Rivière Decelles
Pour les articles homonymes, voir Decelles.
La rivière Decelles est un affluent du réservoir Decelles (rivière des Outaouais), coulant dans le territoire non organisé de Les Lacs-du-Témiscamingue, dans la municipalité régionale de comté (MRC) de Témiscamingue, dans la région administrative de l’Abitibi-Témiscamingue, au Québec, au Canada.
La rivière Decelles coule entièrement en territoire forestier. La foresterie constitue la principale activité économique de ce bassin versant ; les activités récréotouristiques, en second.
Annuellement, la surface de la rivière est habituellement gelée de la mi-novembre à la mi-avril, toutefois la circulation sécuritaire sur la glace se fait généralement de la mi-décembre à la fin mars.

## Géographie
La rivière Decelles prend sa source à l’embouchure du lac Monselet (longueur : 8,6 km ; largeur : 0,4 km ; altitude : 335 m) dans le territoire non organisé de Les Lacs-du-Témiscamingue.
Les principaux bassins versants voisins de la rivière Decelles sont :
- côté nord : réservoir Decelles, rivière des Outaouais ;
- côté est : lac Alfred, lac Dontigny ;
- côté sud : lac Winawiash, lac Bay, lac Algonquin ;
- côté ouest : lac de l’Esturgeon, Rivière de l'Esturgeon, lac Simard.

À partir de l’embouchure du lac Monselet (situé au nord du lac), la rivière Decelles coule sur 2,1 km selon les segments suivants :
- 1,7 km vers le nord, jusqu’à un ruisseau (venant du sud) ;
- 0,4 km vers le nord, jusqu’à son embouchure[2],[3].

La rivière Decelles se décharge au fond de la baie à la Truite laquelle constitue une extension vers le sud-ouest du réservoir Decelles. La partie nord de ce dernier est traversée vers le nord-ouest par la rivière des Outaouais. De là, cette dernière coule généralement l'ouest en formant une grande boucle vers le nord pour recueillir les eaux des rivières Darlens et Kinojévis, puis traverse le lac des Quinze (Témiscamingue) jusqu’à la Centrale des Rapides-des-Quinze.
L’embouchure de la rivière Decelles est localisée à :
- 48,8 km à l'est de l’embouchure du lac Simard ;
- 27,3 km au sud-est du barrage Rapide-Sept, érigé à l’embouchure du réservoir Decelles ;
- 80,4 km au nord-est de l’embouchure du lac des Quinze (Barrage des Quinze) sur la rivière des Outaouais ;
- 68,9 km au sud du centre-ville de Val-d’Or.

## Toponymie
Jadis, ce cours d’eau était désigné cours d’eau Jacques.
Le toponyme rivière Decelles a été officialisé le 5 décembre 1968 à la Commission de toponymie du Québec, soit lors de la création de cette commission.